# 胸腺基质淋巴细胞生成素
胸腺基质淋巴细胞生成素（缩写TSLP）是一种由人类基因 TSLP 编码的蛋白质，是与白细胞介素-2类似的细胞因子，其受体α亚基与白细胞介素-7共用，β亚基由CRLF2基因编码。